# 山地鄉
山地鄉，全稱山地原住民鄉，是依據中華民國地方制度法所設置之地方行政區，此一設置源於日治時期臺灣各地之蕃地，在戰後初期所改制。
依據地方制度法第57條第2項規定，山地鄉境內以臺灣原住民族為主要居民，其鄉長須經過民選，且必須為原住民族籍者方能擔任。

直轄市
市
縣轄市
鎮
鄉
山地鄉

## 列表
目前臺灣共有24個山地鄉，其中面積最大與最小的山地鄉分別是花蓮縣秀林鄉和臺東縣蘭嶼鄉，兩鄉面積分別為1,641.8555平方公里和48.3892平方公里；人口最多與最少的山地鄉分別是花蓮縣秀林鄉和屏東縣霧台鄉，2024年底兩鄉人口分別為17,095人和3,235人；人口密度最高和最低的山地鄉分別是臺東縣的蘭嶼鄉和海端鄉，2024年底兩鄉人口密度分別為每平方公里約109人和每平方公里約5人。下轄最多山地鄉的縣份是屏東縣，總計轄有8個山地鄉；扣除無下轄山地鄉的縣份，下轄最少山地鄉的縣份是苗栗縣和嘉義縣，兩縣分別僅轄有1個山地鄉。各山地鄉皆已頒定地方通行語。
| 縣     | 山地鄉   | 原文名稱     | 主要族群         | 通行語           | 日治時期蕃地  |
| ------ | -------- | ------------ | ---------------- | ---------------- | ------------- |
| 宜蘭縣 | 大同鄉   | Minnao       | 泰雅族           | 泰雅語、寒溪語   | 蕃地 (羅東郡) |
| 宜蘭縣 | 南澳鄉   | Kbbu'        | 泰雅族           | 泰雅語、寒溪語   | 蕃地 (蘇澳郡) |
| 新竹縣 | 五峰鄉   | Tatoba'      | 泰雅族、賽夏族   | 泰雅語、賽夏語   | 蕃地 (竹東郡) |
| 新竹縣 | 尖石鄉   | Nahuy        | 泰雅族           | 泰雅語           | 蕃地 (竹東郡) |
| 苗栗縣 | 泰安鄉   | Taian        | 泰雅族           | 泰雅語           | 蕃地 (大湖郡) |
| 南投縣 | 仁愛鄉   | Paran        | 賽德克族         | 賽德克語         | 蕃地 (能高郡) |
| 南投縣 | 信義鄉   | Nehunpu      | 布農族           | 布農語           | 蕃地 (新高郡) |
| 嘉義縣 | 阿里山鄉 | Psoseongana  | 鄒族             | 鄒語             | 蕃地 (嘉義郡) |
| 屏東縣 | 霧台鄉   | Vudai        | 魯凱族           | 魯凱語           | 蕃地 (屏東郡) |
| 屏東縣 | 三地門鄉 | Timur        | 排灣族           | 排灣語           | 蕃地 (屏東郡) |
| 屏東縣 | 瑪家鄉   | Makazayazaya | 排灣族           | 排灣語           | 蕃地 (潮州郡) |
| 屏東縣 | 泰武鄉   | Klaljuc      | 排灣族           | 排灣語           | 蕃地 (潮州郡) |
| 屏東縣 | 來義鄉   | Rai          | 排灣族           | 排灣語           | 蕃地 (潮州郡) |
| 屏東縣 | 獅子鄉   | Sisigu       | 排灣族           | 排灣語           | 蕃地 (潮州郡) |
| 屏東縣 | 春日鄉   | Kasugagu     | 排灣族           | 排灣語           | 蕃地 (潮州郡) |
| 屏東縣 | 牡丹鄉   | Sinvaudjan   | 排灣族           | 排灣語           | 蕃地 (恆春郡) |
| 花蓮縣 | 秀林鄉   | Bsuring      | 太魯閣族         | 太魯閣語         | 蕃地 (花蓮郡) |
| 花蓮縣 | 萬榮鄉   | Malibasi     | 太魯閣族、布農族 | 太魯閣語、布農語 | 蕃地 (鳳林郡) |
| 花蓮縣 | 卓溪鄉   | Takkei       | 太魯閣族、布農族 | 太魯閣語、布農語 | 蕃地 (玉里郡) |
| 臺東縣 | 海端鄉   | Haitutuan    | 布農族           | 布農語           | 蕃地 (關山郡) |
| 臺東縣 | 延平鄉   | Pasikau      | 布農族           | 布農語           | 蕃地 (關山郡) |
| 臺東縣 | 金峰鄉   | Kinzang      | 排灣族           | 排灣語           | 蕃地 (台東郡) |
| 臺東縣 | 達仁鄉   | Tadren       | 排灣族           | 排灣語           | 蕃地 (台東郡) |
| 臺東縣 | 蘭嶼鄉   | Ponso no Tao | 達悟族           | 達悟語           | 蕃地 (台東郡) |

由於蘭嶼鄉在日治時期被劃為臺東郡的蕃地，故其在二戰後被劃歸屬山地鄉，然事實上其為位於太平洋上的一座小島嶼，實際地理環境並非山地，故成為全臺灣唯一地處離島的山地鄉。另外原先尚有臺北縣、桃園縣、臺中縣及高雄縣等4個縣的總計6個山地鄉，後由於2010年12月及2014年12月升格為直轄市，改制成現今的直轄市山地原住民區。